# Colpothrinax wrightii
Espèce
Synonymes
- Pritchardia wrightii (Griseb. & H.Wendl. ex Voss) Becc.[1] [2]

Statut de conservation UICN

 VU B1+2e : Vulnérable
Colpothrinax wrightii est une espèce de plantes à fleurs de la famille des Arecaceae endémique à Cuba.

## Synonymes
- Pritchardia wrightii (Griseb. & H. Wendl. Ex Voss) Becc

## Description
- Palmier atteignant 20 m de haut

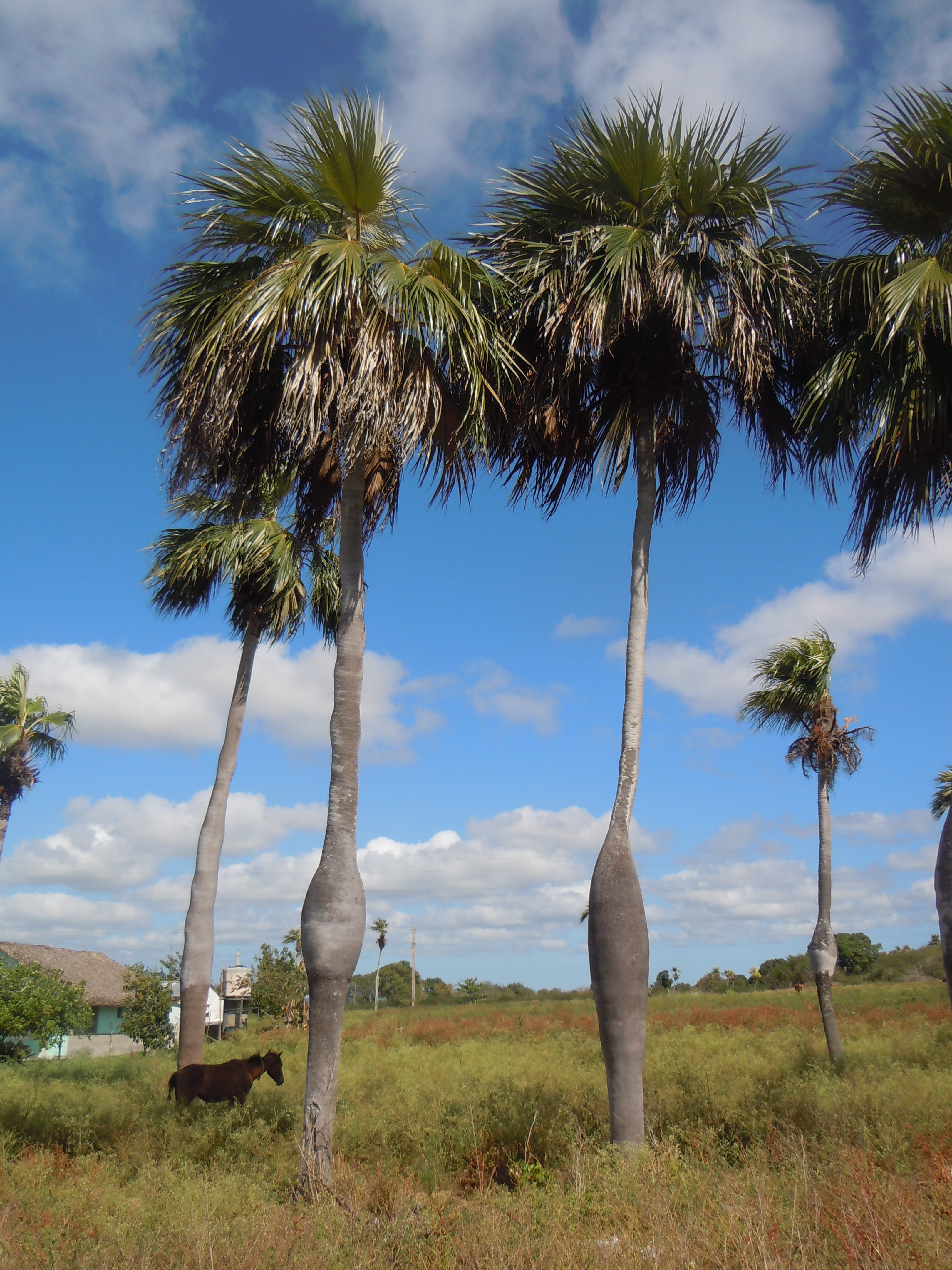
Colpothrinax wrightii à Cuba.

- Le tronc a un diamètre de 20 cm et est renflé d'une façon caractéristique sur un diametre de 30 à 40 cm, 3 m au dessus du sol.
- Les feuilles pétiolées atteignent 1,70 cm de long

## Habitat
Savanes, anciennes forêt de pins du sud-ouest de Cuba entre 0 et 200 m d'altitude.